# Mizi Xia
Mizi Xia (en chino simplificado, 弥子瑕; pinyin, Mízi Xiá) es una figura semilegendaria de la dinastía Zhou en China. Su historia fue documentada por primera vez en la obra Han Fei Zi, por el filósofo legalista Han Feizi, como favorito del duque Ling de Wei. Mientras que es posible que Mizi Xia haya existido, no hay información más allá de esta historia de Feizi.

## Historia
Mizi Xia se convirtió en favorito del duque Ling gracias a su belleza.
Cuando Mizi Xia se enteró de que su madre estaba enferma, falsificó una orden del Duque para usar uno de sus carros y poder ir a visitarla con mayor rapidez, fue alabado por su amor filial. En otra ocasión, Mizi Xia mordió un melocotón especialmente dulce y le regaló el resto al Duque para que también pudiese disfrutar del sabor. Ambos actos le congraciaron todavía más con el Duque.
Sin embargo, cuando su belleza se marchitó, el Duque se volvió contra él, afirmando que robó el carro e insultó al Duque ofreciéndole un melocotón medio comido.

## Recepción
El objetivo principal de Han Fei era contar una historia para advertir a los cortesanos sobre los peligros de acercarse demasiado a gobernantes caprichosos, pero más tarde, la literatura china llegó a mencionar a Mizi Xia más por su belleza y su homosexualidad. La expresión «melocotón mordido» se convirtió en un seudónimo para la homosexualidad y Mizi Xia se convirtió en el prototipo del hombre joven deseable como pareja sexual. La historia fue empleada de forma similar a la posterior «pasión de la manga cortada» y el cortesano Dong Xian de la dinastía Han.
Ruan Ji fue uno de los poetas más famosos en loar la belleza de Mizi Xia es sus escritos. El poeta Liu Zun de la dinastía Liang escribió, «Los favores de la manga cortada son generosos,/El amor del melocotón a medio comer nunca muere», con la confianza de que toda persona educada leyendo los poemas entendería las alusiones. El primer documento chino que se ha conservado y que hace referencia a la homosexualidad, el Ensayo poético a la alegría suprema de Bo Xingjian, lista a Mizi Xia entre los ejemplos famosos de homosexualidad: «Mizi Xia compartió un melocotón con su señor».
Hacia el siglo XII los favoritos masculinos ya no solían tener mucho poder en las cortes ducales o imperiales, y el nombre de Mizi Xia había comenzado a asociarse con los prostitutos comunes. La reducción de los roles de género durante la dinastía Qing y la influencia de las actitudes homofóbicas de la cultura occidental convertirían con el tiempo la mención del «melocotón mordido» en tabú, de forma que Mizi Xia es prácticamente desconocido en la China actual.
La historia de Mizi Xia se dio a conocer en Occidente a través de escritos de europeos, tales como Sexual Life in Ancient China de Robert van Gulik. Este libro incluye citas del Xiangyan congshu o «Escritos reunidos sobre la fragancia elegante» de principios del siglos XX, que a su vez mencionaban precedentes anteriores como los mencionados más arriba.